# Borowa Góra (Karkonosze)
Borowa Góra (niem. Hoheberg, 1056 m n.p.m.) – szczyt w Karkonoszach, w obrębie Lasockiego Grzbietu.
Położony w północnej części Lasockiego Grzbietu, w bocznym grzbiecie odchodzącym od Łysociny ku wschodowi. Od zachodu łączy się z Łysociną a od wschodu z Bielcem.
Zbudowany jest ze skał metamorficznych wschodniej osłony granitu karkonoskiego – gnejsów i łupków łyszczykowych. Cały masyw jest zalesiony.

## Szlaki turystyczne
Przez Borową Górę przechodzą dwa szlaki turystyczne:
- żółty z Jarkowic pod Łysocinę,